# Luigi Ciarlantini
Luigi Ciarlantini (Pomezia, 30 marzo 1960) è un allenatore di calcio ed ex calciatore italiano, di ruolo difensore.

## Carriera

### Giocatore
Cresce nella Roma, che nel 1979 lo cede in prestito al Piacenza in Serie C1, dove viene impiegato nel ruolo di terzino sinistro. Rientrato alla Roma, viene nuovamente prestato in Serie C1, questa volta al Forlì, con il quale colleziona 17 presenze e mette a segno la sua prima rete da professionista.

Ciarlantini (a sinistra) in azione al Pescara nel 1989, alle prese con il sampdoriano Mancini.

Nel 1981 viene acquistato dal Campobasso, ancora in Serie C1. Con i molisani si impone come titolare, giocando 29 partite (con 4 gol) e conquistando la promozione in Serie B. Nelle tre stagioni successive è ancora titolare nel campionato cadetto, finché nell'ottobre del 1985 viene acquistato dal Pescara, con cui retrocede in Serie C1 al termine del campionato di Serie B 1985-1986. Gli abruzzesi, però, vengono ripescati in seguito alla mancata affiliazione del Palermo, e Ciarlantini, che nel frattempo si è riconvertito al ruolo di libero, è titolare al centro della difesa che conquista a sorpresa la promozione in Serie A.
Nelle due stagioni successive ha modo esordire nella massima serie, il 4 ottobre 1987 contro il Pisa. Nel 1989, dopo la retrocessione in Serie B, accetta il declassamento in Serie C1, con la maglia del Brindisi. La formazione pugliese però nel 1990 si disgrega a causa di una disastrosa situazione finanziaria che la porterà al fallimento di lì a pochi mesi. Ciarlantini, ottenuto lo svincolo, si accasa al L.R. Vicenza, sempre in terza serie, e dà un contributo determinante alla salvezza dei biancorossi, allenati da Savoini, ottenuta nello spareggio col Prato. Conclude la carriera professionistica nel Catanzaro, dove disputa due stagioni in Serie C1.
In carriera ha totalizzato 28 presenze in Serie A e 140 gare (con 5 gol) in Serie B.

### Allenatore
Dopo il ritiro intraprende l'attività di allenatore, sempre in squadre emiliano-romagnole: dopo gli esordi con Persiceto 85 e Corticella,nel 2000 intraprende la sua prima esperienza da allenatore professionista in Arabia Saudita nel Al-Ittihad, come secondo di Giuseppe Dossena. Nel 2001-2002 è alla Centese, in Eccellenza, mentre nelle due stagioni successive guida il Faenza in Serie D, con cui ottiene una salvezza e una retrocessione. Il 9 dicembre 2004 debutta come allenatore del Santarcangelo in serie D.
Dopo un'esperienza sulla panchina della Rappresentativa Juniores dell'Emilia-Romagna, viene chiamato dal suo ex compagno al Pescara Cristiano Bergodi come allenatore in seconda del Modena.
Nel novembre del 2012 segue Bergodi come allenatore in seconda sulla panchina del Pescara, al posto del dimissionario Giovanni Stroppa. Lascia l'incarico nel marzo successivo, con l'esonero di Bergodi e la sua sostituzione con Cristian Bucchi.
Nella stagione 2013-2014 è al Brescia, come allenatore in seconda dello stesso Bergodi. I due lavorano ancora insieme con Voluntari, U Craiova, Sepsi e Rapid Bucarest.

## Palmarès

### Giocatore
- Campionato italiano di Serie B: 1

Pescara: 1986-1987